# Norbert Nigbur
Norbert Heinrich Nigbur (* 8. Mai 1948 in Gelsenkirchen) ist ein ehemaliger deutscher Fußballtorwart, der unter anderem für den FC Schalke 04 und für Hertha BSC spielte. Sechsmal wurde er in der deutschen A-Nationalmannschaft eingesetzt. Mit Schalke 04 wurde er 1972 Pokalsieger und Vizemeister. Bei der Nationalmannschaft war er Ersatztorwart beim Gewinn der Weltmeisterschaft von 1974. Auch im Trabrennsport hat Nigbur Erfolge zu verzeichnen.

## Karriere

### Vereine
Norbert Nigbur wollte zunächst eine Ausbildung als Trabrennfahrer machen, spielte aber in seiner Jugend für den SV Gelsenkirchen-Hessler Fußball und wurde zunächst als Mittelstürmer eingesetzt. Nachdem er in einem Spiel den des Platzes verwiesenen Torwart vertreten und zwei Elfmeter gehalten hatte, wurde er nur noch als Torhüter eingesetzt. An seinem 18. Geburtstag unterschrieb sein Vater bei Schalkes Präsident Fritz Szepan den ersten Profivertrag, da sein Sohn noch nicht volljährig war. Zur Bundesligasaison 1966/67 gehörte Nigbur damit als zweiter Mann hinter Stammtorwart Josef Elting zum Kader des FC Schalke 04. Am 3. September 1966 im Spiel gegen den 1. FC Nürnberg löste er Elting ab und avancierte als 18-Jähriger zur Nummer 1.
1969 verlor Schalke mit ihm das Finale des DFB-Pokals gegen den FC Bayern München mit 1:2.
Die Mannschaft um Nigbur, Klaus Fichtel, Rolf Rüssmann, Klaus Fischer und Reinhard Libuda wurde 1972 Vizemeister. Norbert Nigbur war in dieser Saison der Bundesligatorwart mit den wenigsten Gegentoren. Über 555 Minuten hinweg musste er kein Gegentor hinnehmen. Dieser Rekord hatte über zehn Jahre Bestand. Schalke gewann den DFB-Pokal mit 5:0 gegen den 1. FC Kaiserslautern. Dies war der erste nationale Titel für Nigbur und der erste für den Verein seit der Meisterschaft 1958. Bemerkenswert war bei diesem Pokaltriumph allerdings auch, dass Nigbur beim Halbfinalrückspiel gegen den 1. FC Köln (Hinspiel 1:4), nach 5:2 in der regulären Spielzeit, seine Mannschaft mit einem gehaltenen Elfer ins Elfmeterschießen rettete. Er hielt zwei weitere Elfmeter und schoss selbst einen gegen Kölns Torwart Gerhard Welz. Nach 21 Elfmetern zog Schalke ins Finale ein. Nigbur galt neben Sepp Maier vom FC Bayern München, Wolfgang Kleff von Borussia Mönchengladbach, Rudi Kargus vom Hamburger SV und Gerhard Welz vom 1. FC Köln als bester Bundesliga-Torwart der 1970er Jahre.
Vom Bundesliga-Skandal, in den etliche Schalker Spieler verwickelt waren, war er nicht betroffen. Am „verschobenen“ Spiel gegen Arminia Bielefeld, das am 17. April 1971 mit 0:1 verloren ging, nahm er wegen einer Verletzung nicht teil. An seiner Stelle kam Dieter Burdenski zum Einsatz.
Am 14. September 1974 wurde beim Bundesliga-Spiel gegen den VfL Bochum übersehen, dass Nigbur sich nach dem Ende der Halbzeitpause zum Zeitpunkt des Wiederanpfiffs noch in der Kabine befand. Von einem Polizisten wurde er zunächst davon abgehalten, das Spielfeld zu betreten und in das bereits wiederaufgenommene Spiel einzugreifen. Obwohl das Schalker Tor in den ersten Minuten der zweiten Halbzeit unbesetzt war, fiel kein Gegentreffer.
Nach Uneinigkeiten mit Trainer Max Merkel und Präsident Günter Siebert über die Verlängerung seines Vertrags wurde ihm 1976 gekündigt. Nigbur schloss sich zur Saison 1976/77 Hertha BSC an. Mit diesem Verein erreichte er 1977 die Finalspiele um den Vereinspokal gegen den 1. FC Köln und 1979 gegen Fortuna Düsseldorf. Er blieb drei Jahre in Berlin und kam nur in einem Ligaspiel nicht zum Einsatz, ehe er sich mit Günter Siebert einigte und 1979 zu Schalke zurückkehrte.
In der Saison 1980/81 stieg Schalke mit 88 Gegentoren in die 2. Bundesliga ab. Nigbur trug mit seinen Leistungen zum Wiederaufstieg bei. Danach kam es jedoch zu einem Zerwürfnis mit dem neuen Manager Rudi Assauer. Nach einem 2:2 in Karlsruhe wurde Nigbur vom Verein suspendiert und mit Stadionverbot belegt. Nigbur erzwang aber per einstweiliger Verfügung die weitere Teilnahme am Mannschaftstraining. Noch heute hat er ein gespanntes Verhältnis zu Schalke 04, wo er in insgesamt 455 Pflichtspielen im Tor spielte.
Nachdem er auf Schalke durch den vom FC Bayern gekommenen Walter Junghans ersetzt wurde, folgte für Nigbur eine halbjährige Verpflichtung beim VfB Hüls, für den er am 5. Februar 1984 das erste Mal auflief. Im Sommer 1984 wechselte er zu Rot-Weiss Essen in die seinerzeit drittklassige Oberliga Nordrhein, wo er noch 27 Ligaspiele bestritt. In der anschließenden Aufstiegsrunde wurde er nicht mehr eingesetzt, so dass er nach der Spielzeit 1984/85 seine Karriere beendete.

### Nationalmannschaft

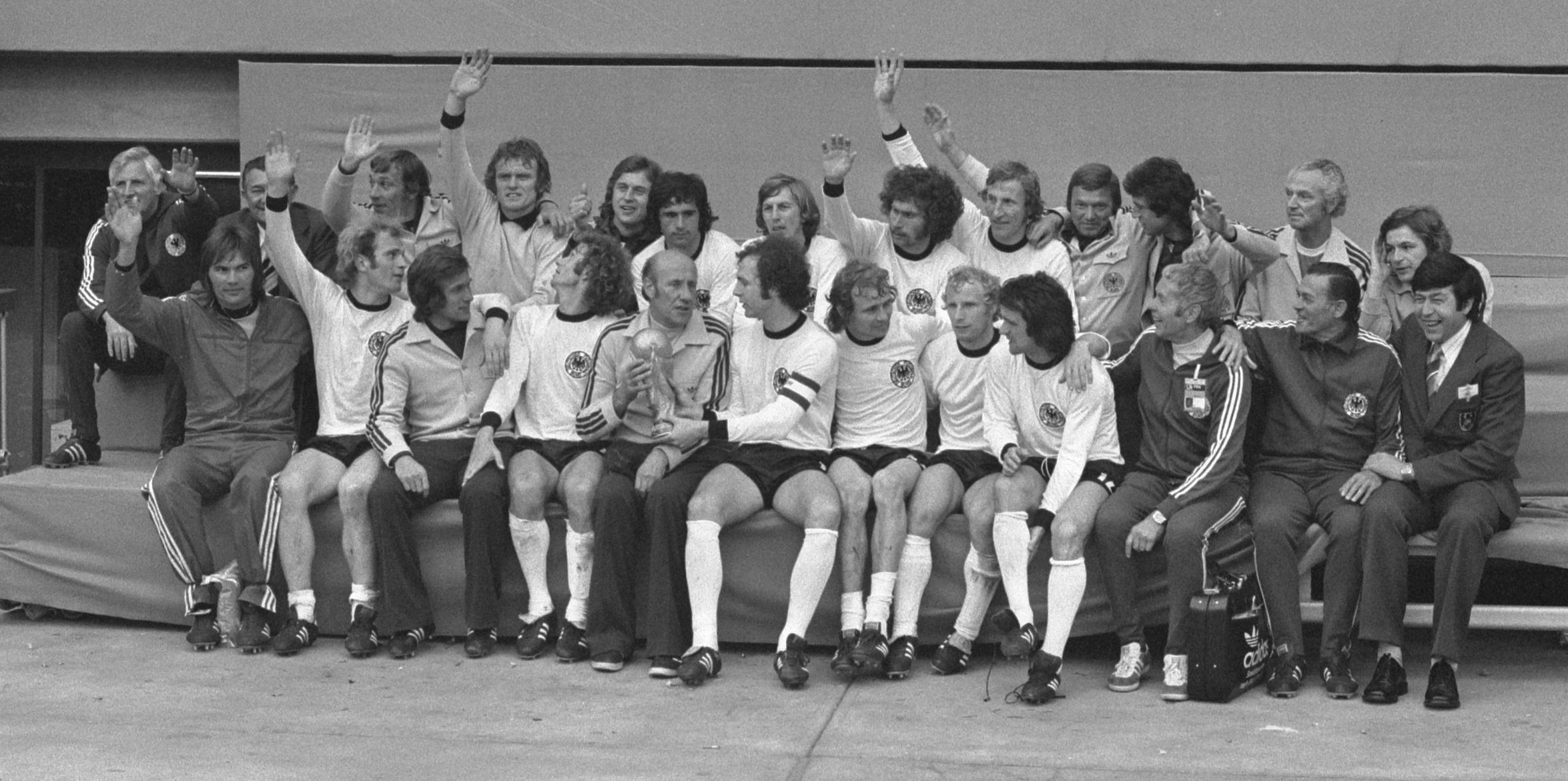
Norbert Nigbur (links, untere Reihe) mit der deutschen Nationalmannschaft nach dem Gewinn der Weltmeisterschaft 1974 in München

Über die Kreisauswahl gelangte Nigbur in die DFB-Jugendauswahl, für die er 13-mal zum Einsatz kam: erstmals am 21. März 1965 in Oberhausen bei der 1:2-Niederlage gegen die Auswahl Ungarns, letztmals am 25. Mai 1966 in Priština bei der 1:3-Niederlage gegen die Auswahl Spaniens im Vorrundenspiel des UEFA-Juniorenturniers in Jugoslawien.
Am 23. Februar 1974 debütierte Nigbur in der A-Nationalmannschaft bei der 0:1-Niederlage gegen Spanien in Barcelona. Er war hinter Sepp Maier gemeinsam mit Wolfgang Kleff von Borussia Mönchengladbach einer der beiden Ersatztorleute im Kader der Nationalmannschaft, die 1974 die Weltmeisterschaft gewann. Nigbur saß dabei auf der Bank. Zu einem Einsatz kam er im Turnierverlauf nicht. Am 2. April 1980 absolvierte er gegen Österreich in München sein letztes von insgesamt sechs Länderspielen. Zur Europameisterschaft 1980 in Italien war er als Stammtorwart vorgesehen, musste aber wegen einer schweren Verletzung absagen. Danach wurde Harald „Toni“ Schumacher vom 1. FC Köln Stammtorwart, und Norbert Nigbur kehrte nicht mehr in die Nationalmannschaft zurück.
Als Mitglied der deutschen Fußballnationalmannschaft bei der Fußballweltmeisterschaft 1974 erhielt er am 23. September 1974 für den Gewinn des Weltmeistertitels mit der Mannschaft das Silberne Lorbeerblatt.

## Trabrennsport
Nigbur war seit 1968 im Trabsport aktiv. Bis 2010 siegte er 24 Mal in 68 Amateurrennen. Zeitweise unterhielt er einen eigenen Rennstall.

## Weiteres
Nigbur engagiert sich im Schalker Golfkreis, musste aber wegen einer Knieverletzung bei Handicap 8,6 mit dem Spielen aufhören. Nigbur hat auch Immobilienvermögen akkumuliert. Seit 1992 ist er mit seiner Frau Michaela verheiratet.

## Bemerkenswertes
Mitte der 1970er Jahre veröffentlichte Nigbur die von Jack White produzierte Single Wenn Schalke 04 nicht wär (wär das Parkstadion immer leer) (A-Seite) / Oh Fata Morgana (B-Seite). Sämtliche Erlöse daraus gingen an die Krebsstiftung. Im Jahre 1979 nahm er eine zweite Single auf. Die Titel waren: 44 Beine (A-Seite) / Darum weißt du nichts von mir (B-Seite).

## Erfolge

### Nationalmannschaft
- Weltmeister 1974, Ersatz hinter Sepp Maier

### Verein
- Vizepokalsieger 1969, 1:2 gegen den FC Bayern München
- EC-Halbfinale der Pokalsieger 1970
- Pokal-Halbfinale 1971, 2:3 gegen den 1. FC Köln
- Vizemeister und Deutscher Pokalsieger 1972, 5:0 gegen den 1. FC Kaiserslautern
- Vizepokalsieger 1977, 1:1 n. V. und 0:1 gegen den 1. FC Köln
- Dritter 1978, hinter dem 1. FC Köln und Bor. Mönchengladbach
- Vizepokalsieger 1979, 0:1 n.V gegen Fortuna Düsseldorf
- UC-Halbfinale 1979
- Pokal-Halbfinale 1980, 0:2 gegen den 1. FC Köln
- Bundesliga-Aufstieg 1982

### Auszeichnungen
- Kicker-Torhüter des Jahres: 1979